# Медведєва Ніна Борисівна
Медведєва Ніна Борисівна (26 грудня 1899, Саратов, Росія — 26 травня 1969, Київ
) — патофізіолог, член-кореспондент НАН України.

## Біографія
Медвєдєва Ніна Борисівна народилась 27 грудня 1899 року. З 1931 до 1951 року завідувала відділом Інституту експериментальної біології і патології.
Одночасно Медвєдєва Н. Б. у 1934—1948 роках працювала старшим науковим співробітником в Інституті клінічної фізіології. У 1953—1957 роках — в Інституті фізіології імені О. Богомольця, а саме у лабораторії ендокринних функцій (1956—1957).

## Наукова діяльність
Наукові дослідження присвячено проблемам злоякісного пухлиноутворення, переливання крові, патології обміну речовин та ендокринології.

## Досягнення
- 22 лютого 1939 року — обрана членом-кореспондентом АН УРСР
- 16 травня 1941 року — Заслужений діяч науки УРСР[3]